# Bootstrapping (estatística)

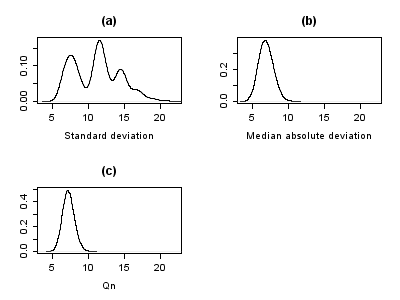
Distribuições estatísticas obtidas a partir dos dados de velocidade da luz de Simon Newcomb utilizando bootstraping: o resultado final difere se outros métodos de dispersão são utilizados.

Em estatística, bootstrapping (ou simplesmente bootstrap, em inglês algo como "alça de botina") é um método de reamostragem proposto por Bradley Efron em 1979. Utiliza-se para aproximar  distribuição na amostra de um levantamento estatístico. Usa-se frequentemente para aproximar o viés ou a variância de um conjunto de dados estatísticos, assim como para construir intervalos de confiança ou realizar contrastes de hipóteses sobre parâmetros de interesse. Na maior parte dos casos não pode obter-se expressões fechadas para as aproximações bootstrap e portanto é necessário obter reamostragens em um ordenador para por em prática o método. A enorme capacidade de cálculo dos computadores atuais facilita consideravelmente a aplicabilidade deste método tão custoso computacionalmente.